# (13260) Sabadell
(13260) Sabadell ist ein Asteroid des Hauptgürtels, der am 23. August 1998 von den spanischen Amateurastronomen Ferrán Casarramona und Antoni Vidal am Montjoia-Observatorium (IAU-Code 953) in Spanien entdeckt wurde.
Der Asteroid gehört zur Eunomia-Familie, einer nach (15) Eunomia benannten Gruppe, zu der vermutlich fünf Prozent der Asteroiden des Hauptgürtels gehören.
Benannt wurde er am 26. Juli 2000 nach der Agrupació Astronòmica de Sabadell (aus der gleichnamigen Stadt), einer Vereinigung von Amateurastronomen in Katalonien.